# Jakob Öster
Jakob Öster, född 2 november 1795 i Tåby socken, Östergötlands län, död 3 maj 1884 i Ljungs landskommun, Östergötlands län, han var en svensk kyrkoherde i Östra Hargs församling och Ljungs församling. 

## Biografi
Jakob Öster föddes 2 november 1795 på Ljunga i Tåby socken. Han var son till arrendatorn Jonas Jansson och Catharina Östberg. Öster blev höstterminen 1812 student vid Uppsala universitet, Uppsala och prästvigdes 18 april 1819. Han tog pastoralexamen 20 maj 1831 och blev 27 maj 1836 komminister i Ledbergs församling, Björkebergs pastorat, tillträde direkt. Den 8 januari 1855 blev han kyrkoherde i Östra Hargs församling, Östra Hargs pastorat, tillträde 1856 och blev prost 15 juni 1859. Öster blev 8 oktober 1860 kyrkoherde i Ljungs församling, Ljungs pastorat, tillträde 1861. Han avled 3 maj 1884 i Ljungs landskommun.
Från 21 juli 1821 till 25 november 1822 studerade Öster vid högskolor utomlands.

### Familj
Öster gifte sig 15 januari 1839 med Anna Lovisa Dauchère (1814–1890). Hon var dotter till komministern i Veta socken. De fick tillsammans barnen Johan Jacob (1843–1844), Maria Lovisa Catharina (1845–1916), Hilda Aurora Christina (1847–1848), Selma Anna Fredrica (1848–1854), Oscar Öster (1850–1937) och Signe Margareta Victoria (född 1858).